# Phoebis sennae
Phoebis sennae är en fjärilsart som först beskrevs av Carl von Linné 1758.  Phoebis sennae ingår i släktet Phoebis och familjen vitfjärilar. Inga underarter finns listade i Catalogue of Life.

## Bildgalleri

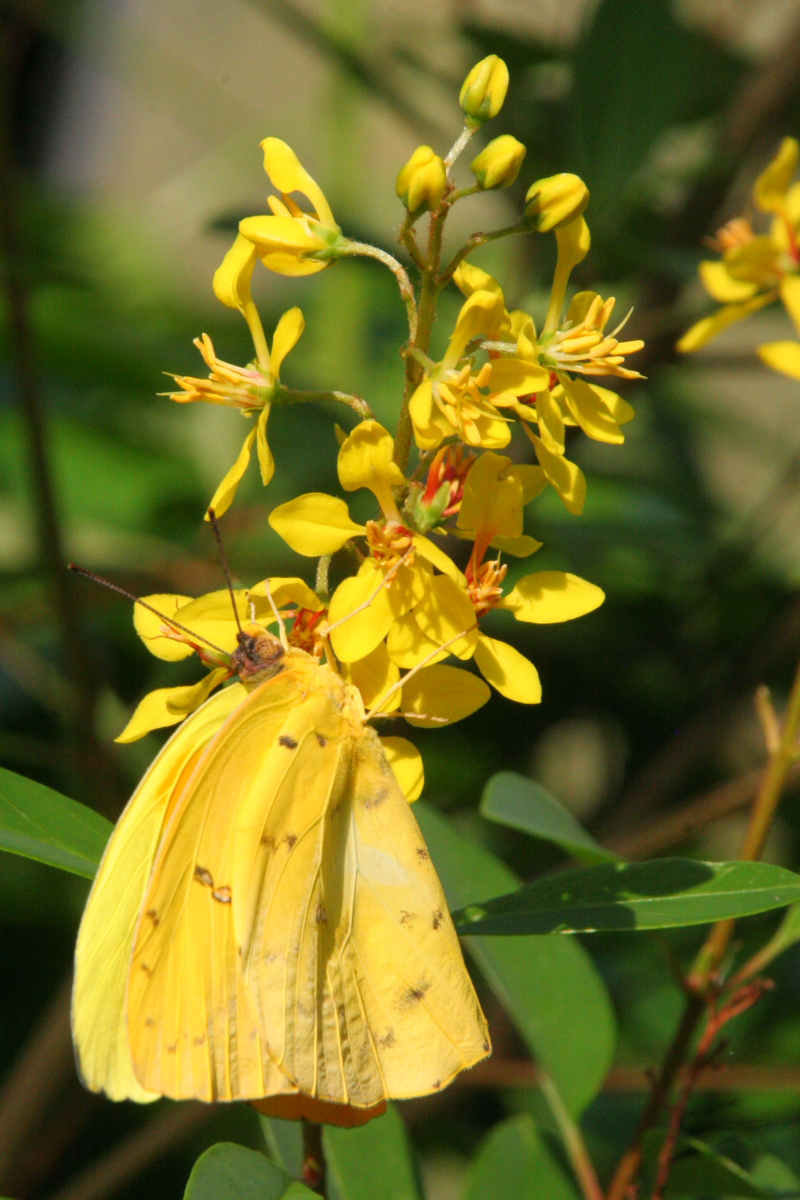
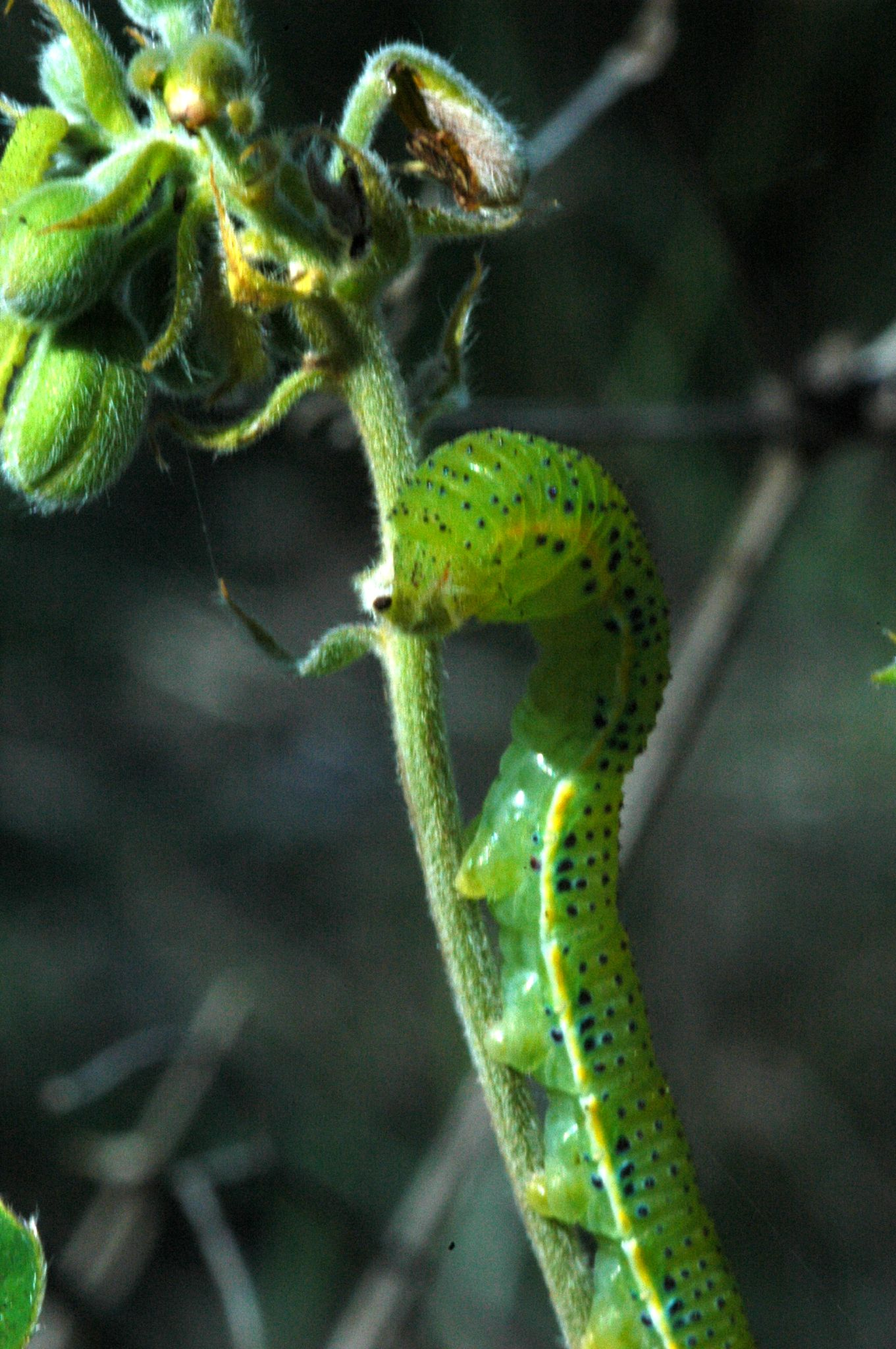
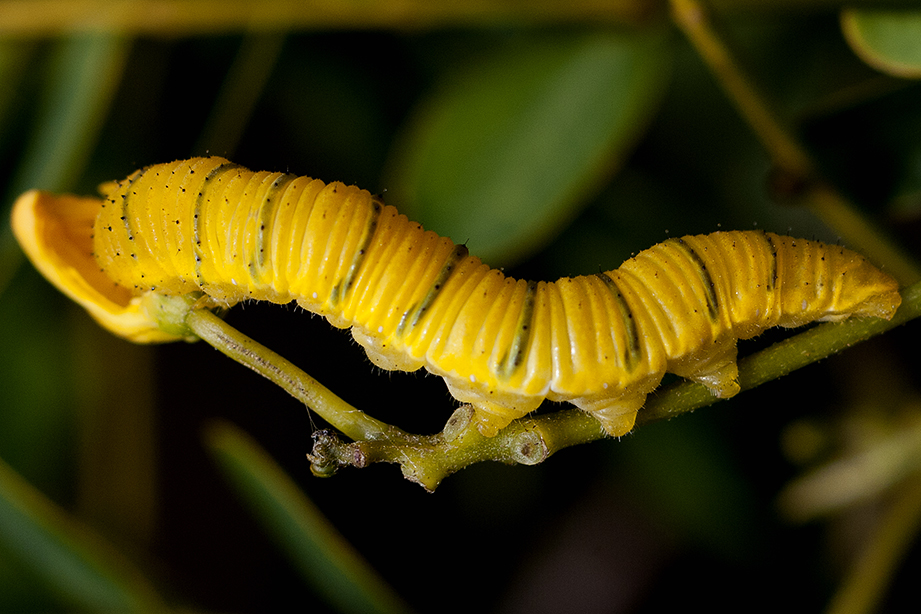
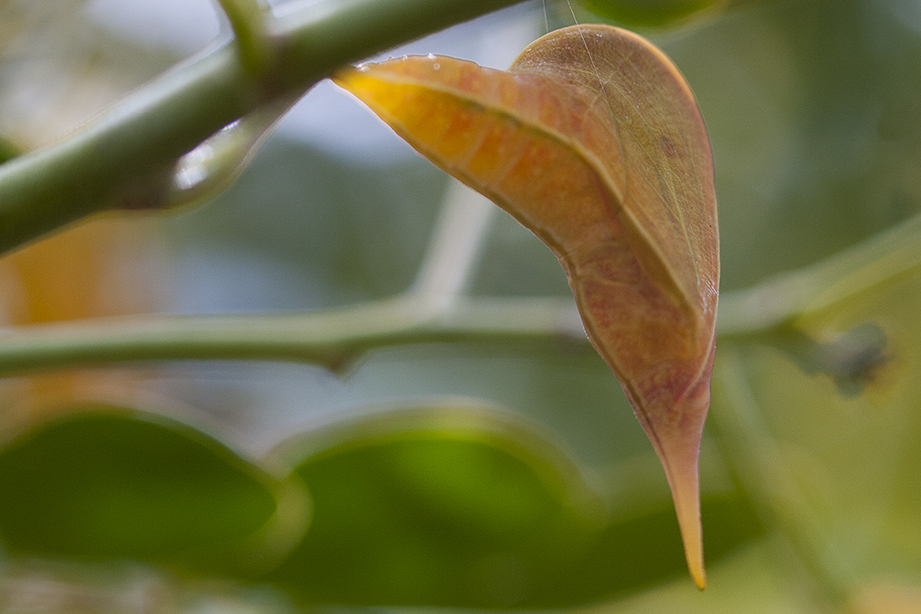